# (E)-スチルベン
(E)-スチルベン（英語: (E)-Stilbene）または、trans-スチルベン（英語: trans-stilbene）は、構造式が C
6H
5CH=CHC
6H
5 で表される有機化合物である。ジアリールエテンに分類され、炭素-炭素二重結合の両端にフェニル基が1つずつ置換したエチレン部分を中心に持つ。(E)またはtransは、フェニル基が二重結合の反対側にあることを意味し、同じ方向にあるのは(Z)-スチルベン（cis-スチルベン）である。(E)-スチルベンは室温で白色の結晶性固体であり光化学的に(Z)-スチルベンに変換することができ、さらに反応させてフェナントレンを生成する。
スチルベンは、1843年にフランスの化学者オーギュスト・ローランによって発見された。スチルベン」という名前は、この化合物の光沢のある外観から、ギリシャ語で「私は輝く」を意味するστίλβω(stilbo) に由来する。「スチルベン」の名はギリシャ語で光るを意味するστίλβωに由来する。

## 異性体

放射線の影響下におけるスチルベンの異性化。

スチルベンには2つの異性体が存在する。1つはtrans-1,2-ジフェニルエチレンで、(E)-スチルベンまたはtrans-スチルベンと呼ばれる。もう1つはcis-1,2-ジフェニルエチレンで、(Z)-スチルベンまたはcis-スチルベンと呼ばれ、立体的な相互作用によって芳香環が面外に追いやられ、共役系を妨げるため、立体障害を受けて安定性が低下する。cis-スチルベンは室温で液体（融点：5～6℃）であるのに対し、trans-スチルベンは125℃付近まで融解しない結晶性固体であり、2つの異性体の物理的性質が大きく異なることを示している。

## 性質と反応
多くの合成法が開発されている。よく使われる方法の一つは、亜鉛アマルガムを使ったベンゾインの還元である。
C6H5–CH(OH)–C(=O)–C6H5 {\displaystyle {\ce {->[{\ce {Zn(Hg)}}][{\ce {HCl}}{\text{, }}{\ce {CH3CH2OH}}]}}} trans-C6H5–CH=CH–C6H5
スチルベンの両異性体は、α-フェニル桂皮酸の脱炭酸によって製造することができ、trans-スチルベンは、この酸の(Z)異性体から合成される。
リチャード・ヘックと溝呂木勉は、パラジウム(II)触媒を用いたヨードベンゼンとスチレンのカップリングによるtrans-スチルベンの合成を、現在では溝呂木・ヘック反応として知られている方法で、それぞれ独立に報告している。溝呂木によるアプローチの方が収率は高い。
スチルベンはアルケンの典型的な反応を受ける。trans-スチルベンは、過リン酸 (H
3PO
5) でエポキシ化され、ジオキサン中で74％の収率でTrans-スチルベンオキシドを生成する。生成したエポキシド生成物は、1,2-ジフェニルオキシランの2つのエナンチオマーのラセミ体である。アキラルなメソ化合物(1R,2S)-1,2-ジフェニルオキシランはcis-スチルベンから生成するが、cis-体のペルオキシドエポキシド化ではcis-とtrans-の両方のエポキシド生成物が生じる。例えば、tert-ブチルヒドロペルオキシドを用いてcis-スチルベンを酸化すると、0.8%のcis-スチルベンオキシド、13.5%のtrans-スチルベンオキシド、6.1%のベンズアルデヒドが生成する。エナンチオピュアなスチルベンオキシドは、ノーベル賞受賞者のバリー・シャープレスによって合成された。
スチルベンは、オゾン分解またはレミュー・ジョンソン酸化によってベンズアルデヒドに酸化することができ、酸性過マンガン酸カリウムのような強力な酸化剤では安息香酸を生成する。ビシナルジオールは、アップジョンジヒドロキシ化またはエナンチオ選択的にシャープレス不斉ジヒドロキシ化を用いて合成することができ、鏡像体過剰率は100%に達する。
trans-スチルベンを臭素化すると、典型的な求電子的臭素付加反応の環状ブロモニウムイオン中間体が関与する機構に沿って、主にmeso-1,2-ジブロモ-1,2-ジフェニルエタン（meso-スチルベンジブロミドと呼ばれることもある）が生成する。cis-スチルベンは、四塩化炭素のような非極性溶媒中では1,2-ジブロモ-1,2-ジフェニルエタンの2つのエナンチオマーのラセミ体を生成するが、メソ化合物の生成の程度は溶媒の極性とともに増加し、ニトロメタン中での収率は90%である。 trans体からスチルベンジブロミドの2つのエナンチオマーが少量生成することから、ブロモニウムイオン中間体が、どちらの面からも求核攻撃を受けやすい空孔のp軌道を持つカルボカチオン中間体 PhCHBr–C+(H)Ph と化学平衡状態にあることが示唆される。誘電率が35を超える溶媒であっても、臭化物塩または三臭化物塩を加えることで立体特異性の多くが回復する。
紫外線を照射すると、シス–トランス異性化を伴う光化学反応の典型例であるcis-スチルベンに変換し、さらに反応を経てフェナントレンになる。

## 誘導体と用途

### 合成
(E)-スチルベン自体にはほとんど価値がないが、染料、蛍光増白剤、蛍光体、シンチレーターとして使用される誘導体の前駆体である。スチルベンは、色素レーザーで使用される利得媒質の一つである。

4,4'-ジニトロスチルベン-2,2'-ジスルホン酸二ナトリウムは洗濯洗剤に使用される一般的な蛍光増白剤である。

4,4'-ジニトロスチルベン-2,2'-ジスルホン酸二ナトリウムは、4-ニトロトルエンのスルホン化によって合成され、4-ニトロトルエン-2-スルホン酸を形成し、次亜塩素酸ナトリウムを用いて酸化的にカップリングさせることにより(E)-スチルベン誘導体を合成することができる。これは19世紀後半にアーサー・ジョージ・グリーンとアンドレ・ワールによって開発されたプロセスである。液体アンモニア中での空気酸化を用いた、より高い収率を伴うプロセスが開発されている。この生成物は、アニリン誘導体との反応によってアゾ染料が形成されるため有用である。この化合物から得られる商業的に重要な染料には、ダイレクトレッド76、ダイレクトブラウン78、ダイレクトオレンジ40などがある。

### 天然のスチルベン

ジエチルスチルベストロールは、ステロイドではないにもかかわらず、エストロゲン作用を示す。

スチルベノイドとは天然に存在するスチルベン誘導体である。例えば、レスベラトロールやその類似化合物のプテロスチルベンなどがある。(E)-スチルベンと構造的には似ているが、合成学的には関連していないスチルベストロールは、エストロゲン活性を示す。このグループには、ジエチルスチルベストロール、ホスフェストロール、およびジエネストロールが含まれる。このような誘導体の一部は、ケイ皮酸またはp-クマル酸とマロン酸の補酵素A誘導体の縮合によって生成される。

## 付録
表1. 蒸気圧
| 異性体           | 温度, °C | 蒸気圧, kPa |
| ---------------- | -------- | ----------- |
| cis-スチルベン   | 100      | 0.199       |
| cis-スチルベン   | 125      | 0.765       |
| cis-スチルベン   | 150      | 2.51        |
| trans-スチルベン | 150      | 0.784       |